# Aione II di Benevento
Aione II, detto anche Aiulf, Aio o Ajo (Benevento, 852 – ottobre 891), è stato un principe longobardo, che fu principe di Benevento dall'884 alla sua morte, in un periodo particolarmente agitato per questo principato indipendente.

## Biografia
Aione depose il fratello maggiore Radelchi II, nell'884 o 885 quando i Bizantini, guidati da Niceforo Foca il vecchio, avevano riconquistato la Calabria nell'883. Niceforo concentrò i suoi attacchi nel territorio intorno a Benevento e Aione rispose catturando Bari. Bari fu ricatturata nello stesso anno.
Aione fu anche legato all'invasione del Ducato di Napoli.